# Heidi Mayne
Heidi Mayne (Cherry Hill, Nueva Jersey; 27 de setiembre de 1979) es una actriz pornográfica estadounidense.
Ingresó a la industria del cine adulto en el 2007 a los 28 años, y desde entonces ha trabajado en más de 200 películas. También ha modelado desnuda en la revista The Rules of Love por Hollan Publishing.
En julio de 2007 estuvo representada por Gold Star Modeling. En julio de 2008 fue presentadora del sho semanal Buff in the Buff en RudeTV.

## Premios
- 2009 Premios AVN ganadora – Mejor escena de sexo grupal – Icon[6]
- 2009 Premios AVN nominada – Escena de Sexo más escandalosa - Wedding Bells Gang Bang 2[7]
- 2010 Premios AVN nominada – Mejor escena de sexo grupal - Big Toy Orgy[8]